# (162002) Spalatin
Pour les articles homonymes, voir Spalatin.
(162002) Spalatin est un astéroïde de la ceinture principale.

## Description
(162002) Spalatin est un astéroïde de la ceinture principale. Il fut découvert le 10 octobre 1990 à Tautenburg par Freimut Börngen et Lutz Dieter Schmadel. Il présente une orbite caractérisée par un demi-grand axe de 2,65 UA, une excentricité de 0,28 et une inclinaison de 3,7° par rapport à l'écliptique.